# George Eldredge
George Eldredge (* 10. September 1898 in San Francisco, Kalifornien; † 12. März 1977 in Los Angeles, Kalifornien) war ein US-amerikanischer Schauspieler.

## Leben und Werk
George Eldredge wurde als Sohn von George Granville Eldredge und seiner Frau Julia Dornin geboren. Sein jüngerer Bruder John Eldredge wurde ebenfalls Schauspieler.
Eldredge, der erstmals 1936 im Film auftrat, war zwar in über 200 Filmen und Fernsehserien zu sehen, hatte aber fast ausschließlich kleine Rollen. In seiner Filmografie finden sich Filme wie Psycho von Alfred Hitchcock, Liebling, ich werde jünger von Howard Hawks, Gegenspionage von André De Toth oder Die Gladiatoren von Delmer Daves. Er war auch in Filmen von Jack Arnold (Gefahr aus dem Weltall), Cecil B. DeMille (Dr. Wassells Flucht aus Java, Samson und Delilah), Blake Edwards (Mister Cory),  Jean Negulesco (Ein Fremder ruft an), King Vidor (Nordwest-Passage) und Raoul Walsh (Sein letztes Kommando, Gefährliches Blut) sowie in drei Filmen von Don Siegel (Schüsse in New Mexico, An Annapolis Story, Der Henker ist unterwegs) zu sehen. Hauptrollen hatte er unter anderem in dem Film Falsche Scham oder in dem Serial Captain Video: Master of the Stratosphere.
Ab 1951 trat George Eldredge auch als Gastdarsteller in Fernsehserien auf. Darunter waren Serien wie Perry Mason, Rin Tin Tin, Alfred Hitchcock präsentiert, Abenteuer unter Wasser, Am Fuß der blauen Berge oder Rauchende Colts. Mit dem Film Die Rache des Johnny Cool beendete er 1963 seine Schauspielerkarriere.
George Eldredge war zweimal verheiratet. Aus der Ehe mit Phyllis H. Harms hatte er einen Sohn. Von 1947 bis zu ihrem Tod 1950 war er mit der Schauspielerin Irene Haisman verheiratet. Er starb am 22. März 1977 an den Folgen eines Schlaganfalls und wurde auf dem Los Angeles National Cemetery beerdigt.
Er wurde unter anderem von Friedrich Joloff, Franz Nicklisch, Martin Held, Gert Günther Hoffmann, Hans Wiegner, Rainer Brandt, Hellmut Grube, Eric Vaessen und Robert Klupp synchronisiert.

## Filmografie (Auswahl)

### Filme
- 1936: Till We Meet Again
- 1936: Special Agent K-7
- 1939: The Star Maker
- 1940: Nordwest-Passage (Northwest Passage)
- 1940: Junior G-Men
- 1940: Take Me Back to Oklahoma
- 1941: Spooks Run Wild
- 1941: Sein letztes Kommando (They Died with Their Boots On)
- 1942: Frankenstein kehrt wieder (The Ghost of Frankenstein)
- 1942: The Corpse Vanishes
- 1942: Let’s Get Tough!
- 1942: Silver Queen
- 1942: The Living Ghost
- 1942: Die Geheimwaffe (Sherlock Holmes and the Secret Weapon)
- 1943: The Lone Star Trail
- 1944: Sturm über Arizona (Arizona Whirlwind)
- 1944: Jam Session
- 1944: Dr. Wassells Flucht aus Java (The Story of Dr. Wassell)
- 1944: Pinky und Curly (Once Upon a Time)
- 1944: Trigger Trail
- 1944: Das Lied des goldenen Westens (Can’t Help Singing)
- 1945: I Was a Criminal
- 1945: Der Bandit und die Königin (The Bandit of Sherwood Forest)
- 1945: Falsche Scham (Mom and Dad)
- 1945: Die Herberge zum roten Pferd (Frontier Gal)
- 1946: Live Wires
- 1946: Ich sing’ mich in dein Herz hinein (Because of Him)
- 1946: Lost City of the Jungle
- 1946: Passkey to Danger
- 1946: Charlie Chan – Ein fast perfektes Alibi (Dark Alibi)
- 1946: In Fast Company
- 1946: Charlie Chan – Schatten über Chinatown (Shadows Over Chinatown)
- 1946: Below the Deadline
- 1946: The Devil's Playground
- 1947: Späte Sühne (Dead Reckoning)
- 1947: Der Unverdächtige (The Unsuspected)
- 1947: Brennende Grenze (The Fabulous Texan)
- 1948: Angels’ Alley
- 1948: King of the Gamblers
- 1948: Jinx Money
- 1948: The Shanghai Chest
- 1948: False Paradise
- 1949: Gefängnis ohne Gitter (Bad Boy)
- 1949: Samson und Delilah (Samson and Delilah)
- 1949: Tödlicher Sog (Undertow)
- 1950: Drohende Schatten (Shadow on the Wall)
- 1950: Alter schützt vor Liebe nicht (Louisa)
- 1950: Gangster von Chicago (Hi-Jacked)
- 1950: Federal Man
- 1950: Chain Gang
- 1950: Revolverlady (Frenchie)
- 1950: Cowboyrache in Oklahoma (Sierra Passage)
- 1951: Bowery Battalion
- 1951: Hölle am Kongo (Fury of the Congo)
- 1951: Roar of the Iron Horse (Serial)
- 1951: Let's Go Navy!
- 1951: Mädchen im Geheimdienst (FBI Girl)
- 1951: Captain Video: Master of the Stratosphere (Serial)
- 1951: Grenzpolizei in Texas (The Texas Rangers)
- 1952: Zu allem entschlossen (Meet Danny Wilson)
- 1952: Ein Fremder ruft an (Phone Call from a Stranger)
- 1952: Schrei aus dem Dschungel (Jungle Jim in the Forbidden Land)
- 1952: Sein großer Kampf (Flesh and Fury)
- 1952: My Six Convicts
- 1952: Hyänen der Unterwelt (Loan Shark)
- 1952: Brave Warrior
- 1952: Kalifornien in Flammen (California Conquest)
- 1952: Sabotage (Carson City)
- 1952: Just Across the Street
- 1952: Schüsse in New Mexico (The Duel at Silver Creek)
- 1952: Liebling, ich werde jünger (Monkey Business)
- 1952: Gegenspionage (Springfield Rifle)
- 1952: Achtung! Blondinengangster (Without Warning!)
- 1953: Gefährliches Blut (The Lawless Breed)
- 1953: Die Welt gehört ihm (The Mississippi Gambler)
- 1953: Mündungsfeuer (Gunsmoke)
- 1953: Polizei greift ein (Pickup on South Street)
- 1953: Gefahr aus dem Weltall (It Came from Outer Space)
- 1953: Sittenpolizei (Vice Squad)
- 1953: Der Mann vom Alamo (The Man from the Alamo)
- 1953: Gefangene der Kopfjäger (Valley of the Head Hunters)
- 1954: R 3 überfällig (Riders to the Stars)
- 1954: Loophole
- 1954: Die Gladiatoren (Demetrius and the Gladiators)
- 1954: Die Welt gehört der Frau (Woman’s World)
- 1955: An Annapolis Story
- 1955: Unbesiegt (Top Gun)
- 1956: Blutige Hände (The Killer Is Loose)
- 1957: Mister Cory
- 1957: Teufel im Nacken (Monkey on My Back)
- 1958: Der Henker ist unterwegs (The Lineup)
- 1958: Life Begins at 17
- 1958: Gang War
- 1959: The Rookie
- 1960: Razzia auf Callgirls (Vice Squad)
- 1960: Ein Toter ruft an (The 3rd Voice)
- 1960: Psycho
- 1962: Air Patrol
- 1963: Die Rache des Johnny Cool (Johnny Cool)

### Fernsehserien
- 1951–1952: The Cisco Kid (4 Folgen, 4 Rollen)
- 1951–1956: The Adventures of Wild Bill Hickok (5 Folgen, 5 Rollen)
- 1952: The Living Bible (7 Folgen)
- 1952: Sky King (Folge 1x19)
- 1953: The Adventures of Kit Carson (Folge 3x11)
- 1954–1955: Eisenbahndetektiv Matt Clark (Stories of the Century, 2 Folgen, 2 Rollen)
- 1954–1961: Im Wilden Westen (Death Valley Days, 2 Folgen, 2 Rollen)
- 1955: Flicka (My Friend Flicka, Folge 1x13)
- 1955–1956: The Roy Rogers Show (2 Folgen, 2 Rollen)
- 1955–1958: Wyatt Earp greift ein (The Life and Legend of Wyatt Earp, 3 Folgen, 3 Rollen)
- 1955–1958: Superman – Retter in der Not (Adventures of Superman, 2 Folgen, 2 Rollen)
- 1956: Großer Adler – Häuptling der Cheyenne (Brave Eagle, 2 Folgen)
- 1957: Perry Mason (Folge 1x03)
- 1957: Corky und der Zirkus (Circus Boy, Folge )
- 1957–1958: Streifenwagen 2150 (Highway Patrol, 3 Folgen, 3 Rollen)
- 1957–1959: Rin Tin Tin (The Adventures of Rin Tin Tin, 2 Folgen, 2 Rollen)
- 1958: Mackenzie's Raiders (Folge 1x06)
- 1958: Alfred Hitchcock präsentiert (Alfred Hitchcock Presents, Folge 3x15)
- 1958: Official Detective (Folge 1x35)
- 1958: Mike Hammer (Folge 1x16)
- 1958: Wagon Train (Folge 1x34)
- 1958: Wells Fargo (Tales of Wells Fargo, Folge 3x14)
- 1958–1959: Wilder Westen Arizona (Tombstone Territory, 2 Folgen, 2 Rollen)
- 1958–1960: Dezernat M (M Squad, 3 Folgen, 3 Rollen)
- 1959: Cheyenne (Folge 4x01)
- 1959–1960: The Rebel (2 Folgen, 2 Rollen)
- 1959–1960: Abenteuer unter Wasser (Sea Hunt, 2 Folgen, 2 Rollen)
- 1959–1961: Bat Masterson (5 Folgen, 4 Rollen)
- 1960: Josh (Wanted: Dead Or Alive, Folge 2x30)
- 1960: Peter Gunn (2 Folgen, 2 Rollen)
- 1960–1962: Am Fuß der blauen Berge (Laramie, 3 Folgen, 2 Rollen)
- 1961: Rauchende Colts (Gunsmoke, Folge 6x23)
- 1961: Pete and Gladys (Folge 2x07)
- 1962: Dr. Kildare (Folge 1x28)